# Pierry
Pierry – miejscowość i gmina we Francji, w regionie Grand Est, w departamencie Marna.
Według danych na rok 1990 gminę zamieszkiwało 1 500 osób, a gęstość zaludnienia wynosiła 291 osób/km².